# Wacław Lewikowski

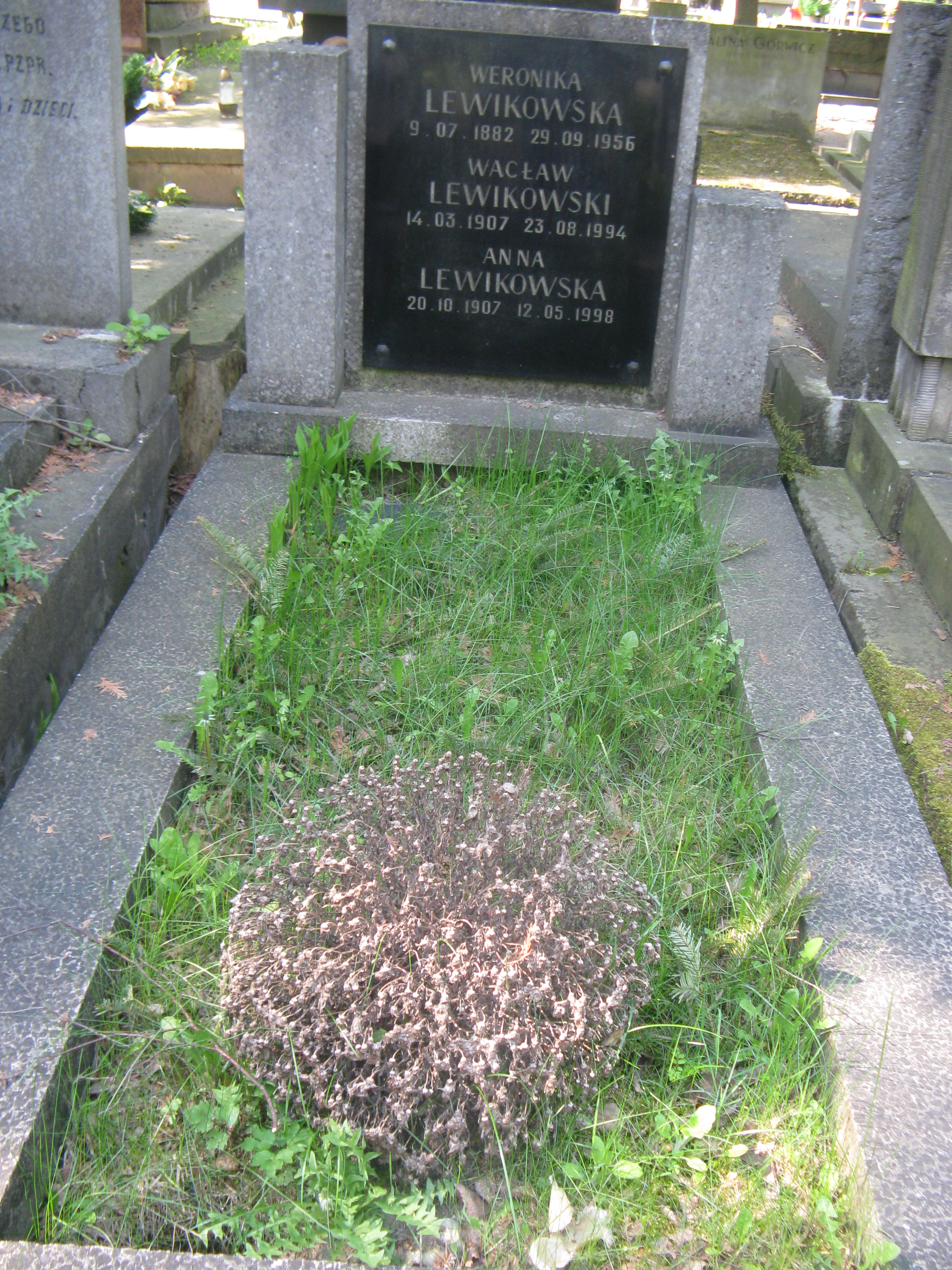
Grób Wacława Lewikowskiego na Cmentarzu Wojskowym na Powązkach

Wacław Lewikowski (ur. 14 marca 1907 w Strykowicach Górnych koło Zwolenia, zm. 23 sierpnia 1994 w Warszawie) – wiceminister bezpieczeństwa publicznego od 27 października 1949 do 21 października 1952, poseł na Sejm PRL I kadencji, w latach 1952–1957 ambasador PRL w Moskwie.

## Życiorys
Syn Stanisława i Weroniki. W latach 1941–1944 był pracownikiem centrali Kominternu. Twórca statutu Biura Specjalnego MBP, przekształconego później w Departament X. Struktura ta powstała w myśl wytycznych Bolesława Bieruta.
Był członkiem KPP, w 1944 wstąpił do PPR, od 1948 należał do PZPR (był członkiem Komitetu Centralnego tej partii). Został pochowany na wojskowych Powązkach (kwatera 2B-11-6).